# Поморцев (кратер)
Поморцев е малък лунен кратер разположен в източната част на близката страна на Луната. Лежи в източната част на Mare Spumans и на югоизток от кратера Дубаго. Преди да му бъде дадено това означение от Международният астрономически съюз, кратерът се е означавал като Дубаго П. Близо до Поморцев е разположен малкия кратер Стюарт.
Дъното на кратера е покрито с базалтова лава, чийто тъмен цвят придава албедо много близко до това на лунното море на Запад.